# Wólka Mińska
Wólka Mińska – wieś sołecka w Polsce położona w województwie mazowieckim, w powiecie mińskim, w gminie Mińsk Mazowiecki. Leży w północnej części gminy.
Wieś jest siedzibą rzymskokatolickiej parafii Matki Bożej Dobrej Rady w Wólce Mińskiej.

## Historia
Wieś szlachecka Wólka, w drugiej połowie XVI wieku była w powiecie garwolińskim, ziemi czerskiej województwa mazowieckiego.
Słownik geograficzny Królestwa Polskiego i innych krajów słowiańskich podaje, że w roku 1827 w Wólce Mińskiej, należącej do parafii w Mińsku, w 3 domach żyło 25 mieszkańców. Była to wieś prywatna. W 1893 roku było 57 mieszkańców, którzy gospodarowali na 96 morgach.
Według Powszechnego Spisu Ludności z 1921 roku było tu 10 budynków z przeznaczeniem mieszkalnym oraz 84 mieszkańców (37 mężczyzn i 47 kobiet). Wszyscy podali narodowość polską i wyznanie rzymskokatolickie.
W latach 1975–1998 miejscowość administracyjnie należała do województwa siedleckiego.
Obecnie jest to niewielka wieś, stanowiąca przedłużenie zabudowy Mińska Mazowieckiego w ciągu ul. Zuzanny Małaszczyckiej oraz ul. Bocznej.

## Urodzeni w Wólce Mińskiej
- Henryk Rospara (1930–2004) – polski rzemieślnik, poseł na Sejm I kadencji.